# Нака (Хиросима)
Нака (яп. 中区, なかく, [naka ku̥], «Центральный район») — район города Хиросима префектуры Хиросима в Японии. По состоянию на 1 октября 2007 площадь района составляла 15,34 км². По состоянию на 1 июня 2011 население района составило 130 726 человек.

## Символы района
Эмблема Наки — стилизованное изображение символа мира, взлетающего белого голубя, и иероглифического знака 中 (нака), названия района. Эмблема олицетворяет желание вечного мира и развития.
Флаг Наки — полотнище зеленого цвета, стороны которого соотносятся как 2 к 3. В центре полотнища размещена эмблема района белого цвета. Зеленая и белая краски символизируют «надежду на возрождение» и «мир и чистоту».

## Общие сведения
Район Нака расположен в нижней части дельты реки Ота. Его соседи на востоке — район Минами и район Хигаси, с которыми он граничит по реке Кёбаси, а на западе — район Ниси, граница с которым пролегает по реке Тенман. На юге Нака омывается водами хиросимского залива Внутреннего Японского моря. В центральной части этого района протекают две реки — Мотоясу и Хон.
Северная часть Наки состоит преимущественно из жилых многоэтажек и правительственных зданий. К востоку от центра находятся развлекательные кварталы. В окрестностях района вперемешку расположены жилые дома и предприятия малого и среднего бизнеса. На юге Наки, в местности Еба, выращивают устриц, а на рекультивированных землях побережья города действуют заводы компании Мицубиси.
Центр района Нака является политико-административной и социально-экономической сердцевиной мегаполисного округа Хиросима и региона Тюгоку. В местностях Камия и Хаттёбори сконцентрированы коммерческие здания — большие универмаги, подземные торговые комплексы и профессиональные магазины, а также правительственные офисы, штаб-квартиры и отделения банков и предприятий.
Район Нака имеет лучшие транспортные коммуникации в городе. Здесь пересекаются автобусные маршруты, пути хиросимского трамвая и подземная железная дорога Астра-лайн. В этом же районе находится городской автовокзал.
Нака является одним из главных туристических центров Хиросимы. На территории района расположены Хиросимский мемориал мира, хиросимский мемориальный «Парк Мира», Улица мира и другие памятники истории и культуры.